# 4Spiritsプラス2
『4Spiritsプラス2』（フォースピリッツプラスツー）は、ラポート発行のアンソロジーコミック集。1989年1月15日から1992年5月1日まで発行された。全7巻。
タイトルが示す通り、4人のレギュラー作家陣（あろひろし・矢野健太郎・サトウ・ユウ・佐藤元）と、巻ごとに異なる2人のゲスト作家が、毎回決められたテーマに沿った作品を発表している。

## 各巻概要

### 第1巻
- 1989年1月15日発行
- 雑誌コード 54810-62
- テーマ - 日常的SF
- ゲスト - 美樹本晴彦（表紙・カラーイラスト・エッセイ）、たがみよしひさ（読み切り作品）
- 巻末企画 - 4Spiritsフリートーク

### 第2巻
- 1989年8月25日発行
- 雑誌コード 54810-37
- テーマ - ファンタジー
- ゲスト - 名倉靖博（表紙・カラーイラスト・エッセイ）、竹本泉（読み切り作品）
- 巻末企画 - 続4Spiritsフリートーク

### 第3巻
- 1990年3月20日発行
- 雑誌コード 54810-68
- テーマ - 宇宙
- ゲスト - 北崎拓（表紙・カラーイラスト・エッセイ）、神崎将臣（読み切り作品）
- 巻末企画 - 続続4Spiritsフリートーク

### 第4巻
- 1990年11月15日発行
- 雑誌コード 54810-78
- テーマ - ラブコメ
- ゲスト - いのまたむつみ（表紙・カラーイラスト・エッセイ）、都築和彦（読み切り作品）
- 巻末企画 - 4Spiritsフリートークおまけ付完結編

### 第5巻
- 1991年4月25日発行
- 雑誌コード 54810-88
- テーマ - ホラー
- ゲスト - 千之ナイフ（表紙・カラーイラスト・エッセイ）、篠原烏童（読み切り作品）
- 巻末企画 - 4Spiritsフリートーク番外編

### 第6巻
- 1991年11月10日発行
- 雑誌コード 54811-02
- テーマ - 時間
- ゲスト - 和田慎二（表紙・カラーイラスト・エッセイ）、真鍋譲治（読み切り作品）
- 巻末企画 - 4Spiritsスタジオ訪問　第1現場：スタヂオぱらのい屋の巻

### 第7巻
- 1992年5月1日発行
- 雑誌コード 54811-10
- テーマ - スポーツ
- ゲスト - 野部利雄（表紙・カラーイラスト・エッセイ）、宮原ナオ（読み切り作品）
- 巻末企画 - 4Spiritsスタジオ訪問　第2現場：スタジオアームピットの巻

## その他
- 各巻の巻末には、次回の内容（テーマ・ゲスト・発売時期）を予告する4コマ漫画が掲載されていた。レギュラー4人がそれぞれ1コマずつリレー形式で描いており、順番は「その巻の入稿順」とのこと。
- 最終巻である7巻には「この本は最初から全7巻の予定で始まった企画だった」と書かれている。ただし6巻までの時点ではそのことについて一切触れられておらず、またレギュラー作家陣の仕事場を取材する企画が6巻から始まっている（4人中2人の仕事場しか紹介できないことが最初から明白である）など、不自然な点もいくつか存在する。
- 実際の発売は、前巻で予告された時期よりも数ヶ月程度遅れることがほとんどであり、読者から届いたアンケートハガキの中にもそれを見越したものがあった。4巻の巻末企画でそのハガキが取り上げられた際に、サトウ・ユウは「オレのせいだ」と発言している（サトウは上記の予告4コマ漫画において、7回中5回、最後のコマを担当している）。